# King Crimson
King Crimson foi uma banda de rock progressivo formada em 1968 em Londres, Inglaterra. Apesar de ser classificado como puramente progressivo, o grupo incorporou elementos da música clássica, jazz, folk, heavy metal, hard rock, drum and bass, gamelão, industrial, eletrônica, rock psicodélico, experimental e new wave. Eles exerceram uma forte influência no movimento de rock progressivo do início dos anos 1970, incluindo contemporâneos como Yes e Genesis, e continuam a inspirar as gerações subsequentes de artistas em vários gêneros. A banda ganhou um grande culto de seguidores.
Fundada por Robert Fripp, Michael Giles, Greg Lake, Ian McDonald e Peter Sinfield, a banda inicialmente se concentrou em um som dramático em camadas com Mellotron, saxofone e flauta de McDonald's e os poderosos vocais principais de Lake. Seu álbum de estreia, In the Court of the Crimson King (1969), continua sendo seu lançamento de maior sucesso comercial e influente, com uma potente mistura de jazz, música clássica e experimental. Após as súbitas saídas simultâneas de McDonald e Giles, com Lake também saindo logo depois, Fripp e Sinfield assumiram a direção do grupo para In the Wake of Poseidon (1970), Lizard (1970) e Islands (1971) com Mel Collins, Boz Burrell e Ian Wallace entre os membros da banda durante este período. Em 1972, Fripp mudou a instrumentação e a abordagem do grupo, inspirando-se na improvisação livre europeia e desenvolvendo composições cada vez mais complexas. Com Bill Bruford, John Wetton, David Cross e, brevemente, Jamie Muir, eles alcançaram o que alguns viram como um pico criativo em Larks' Tongues in Aspic (1973), Starless and Bible Black (1974) e Red (1974). Fripp dissolveu este grupo em 1974.
Em 1981, Fripp e Bruford reformaram o King Crimson com outra mudança na direção musical. O novo grupo também incluiu Adrian Belew e Tony Levin. Eles tiveram influência da música africana, gamelão, pós-punk e minimalismo nova-iorquino. Este grupo durou três anos, resultando no trio de álbuns Discipline (1981), Beat (1982) e Three of a Perfect Pair (1984). Após um hiato de uma década, Fripp reviveu o grupo como um sexteto que ele chamou de "trio duplo" em 1994, adicionando Pat Mastelotto e Trey Gunn. Este grupo participou de outro ciclo de atividade de três anos que incluiu o lançamento de Thrak (1995) e várias gravações de shows. Houve um hiato entre 1997 e 2000. Quatro membros do sexteto anterior se reuniram em 2000 como um King Crimson de orientação mais industrial, chamado de "dupla dupla", lançando The Construkction of Light (2000) e The Power to Believe (2003). Após um hiato de cinco anos, o grupo se expandiu (na pessoa do novo segundo baterista Gavin Harrison) para uma turnê de 2008 comemorando o 40º aniversário de sua formação em 1968.
Após outro hiato (2009–2012), durante o qual Fripp foi considerado aposentado, King Crimson se reuniu novamente em 2013; desta vez como um septeto (e, mais tarde, octeto) com uma linha de frente incomum de três baterias e o novo segundo guitarrista e cantor Jakko Jakszyk. Esta versão do King Crimson continuou a turnê de 2014 a 2021 e lançou vários álbuns ao vivo, reorganizando e reinterpretando músicas de toda a carreira de 50 anos da banda pela primeira vez.

## História

### 1967–1968: Giles, Giles and Fripp
Em agosto de 1967, os irmãos Michael e Peter Giles, músicos profissionais em bandas em funcionamento desde a adolescência em Dorset, Inglaterra, anunciaram um "organista cantor" para se juntar a um grupo que estavam formando. O companheiro músico Dorset Robert Fripp – um guitarrista que não tocava órgão nem cantava – respondeu, e Giles, Giles e Fripp nasceram. O trio gravou vários singles peculiares e um álbum eclético, The Cheerful Insanity of Giles, Giles and Fripp. Eles pairaram à beira do sucesso e até fizeram uma aparição na televisão, mas nunca conseguiram fazer um avanço comercial.
Tentando expandir seu som, os três recrutaram Ian McDonald nos teclados, palhetas e instrumentos de sopro. McDonald trouxe dois novos participantes: sua então namorada, a ex-cantora da Fairport Convention Judy Dyble, cujo breve mandato com o grupo terminou quando os dois se separaram, e o letrista, roadie e estrategista de arte Peter Sinfield, com quem ele estava escrevendo músicas – uma parceria iniciada quando McDonald disse a Sinfield (sobre a criação de sua banda): "Peter, devo dizer a você que sua banda não tem jeito, mas você escreve ótimas palavras. Você gostaria de se reunir em algumas músicas?" Fripp, por sua vez, viu a banda Clouds no Marquee Club em Londres, o que o estimulou a incorporar melodias de inspiração clássica em sua escrita e a utilizar a improvisação para encontrar novas ideias. Não mais interessado nas canções pop mais caprichosas de Peter Giles, Fripp recomendou que seu velho amigo, colega guitarrista e cantor Greg Lake, se juntasse para substituir Peter ou o próprio Fripp. Peter Giles mais tarde chamou isso de um dos "movimentos políticos fofos" de Fripp. De acordo com Michael Giles, seu irmão ficou desiludido com a falta de sucesso da banda e partiu antes de Fripp sugerir Lake para preencher a posição de Peter Giles como baixista e cantor.

### 1968–1969:In the Court of the Crimson King
Com Fripp, Michael Giles, McDonald e Sinfield unidos por Lake, a primeira encarnação do King Crimson foi formada em 30 de novembro de 1968. Eles ensaiaram pela primeira vez em 13 de janeiro de 1969. Sinfield cunhou o nome da banda em "um momento de pânico pressionado". Sinfield já havia usado o termo "King Crimson" (Rei Carmesin) em uma série de letras antes de seu envolvimento com Giles, Giles e Fripp. Embora King Crimson seja frequentemente considerado um sinônimo de Belzebu - príncipe dos demônios, Sinfield insistiu que um "rei carmesim" era qualquer governante durante cujo reinado havia "rumores sociais" e "uma espécie de forças das trevas do mundo". Segundo Fripp, Belzebu seria uma forma anglicizada da frase árabe "B'il Sabab", que significa "o homem com um objetivo", à qual ele se relacionava. Nesse ponto inicial, McDonald era o compositor principal, com contribuições vitais de Fripp e Lake, enquanto Sinfield escrevia todas as letras por conta própria e também projetava e operava a iluminação de palco exclusiva da banda, sendo creditado com "palavras e iluminação" na capa do álbum. Inspirado pelo Moody Blues, McDonald sugeriu que o grupo comprasse um teclado Mellotron, e isso se tornou um componente chave do som inicial do Crimson. Sinfield descreveu o Crimson original assim: "Se soava popular, estava fora. Então tinha que ser complicado, tinha que ter acordes mais expansivos, tinha que ter influências estranhas. Se soasse, tipo, muito simples, nós complicaríamos, tocaríamos em 7/8 ou 5/8, só para mostrar".
King Crimson fez sua estreia em 5 de julho de 1969, tocando como banda de abertura no show gratuito dos Rolling Stones no Hyde Park, Londres, para cerca de 500.000 pessoas. O álbum de estreia, In the Court of the Crimson King, foi lançado em outubro de 1969 pela Island Records. Fripp mais tarde o descreveria como tendo sido "um sucesso instantâneo" e "o álbum ácido de Nova York de 1970" (apesar da afirmação de Fripp e Giles de que a banda nunca usou drogas psicodélicas). O guitarrista e compositor do The Who Pete Townshend chamou o álbum de "uma obra-prima misteriosa". O álbum contém as letras góticas de Sinfield e seu som foi descrito como tendo "visões sombrias e condenatórias". Sua faixa de abertura "21st Century Schizoid Man" foi descrita como "proto-metal" e a letra da música critica o envolvimento militar dos Estados Unidos no Sudeste Asiático. Em contraste com o hard rock baseado no blues das cenas contemporâneas britânica e americana, King Crimson apresentou uma abordagem mais europeizada que misturava antiguidade e modernidade. A música da banda baseou-se em uma ampla gama de influências fornecidas por todos os cinco membros do grupo. Esses elementos incluíam música clássica, rock psicodélico liderado por Jimi Hendrix, folk, jazz, música militar (parcialmente inspirada na passagem de McDonald's como músico do exército) e improvisação livre.
Depois de fazer shows pela Inglaterra, a banda fez uma turnê pelos Estados Unidos com várias bandas de pop e rock. Seu primeiro show foi no Goddard College em Plainfield, Vermont. Enquanto a banda obteve sucesso e aclamação da crítica, as tensões criativas já estavam se desenvolvendo. Giles e McDonald, ainda se esforçando para lidar com o rápido sucesso do King Crimson e as realidades da vida em turnê, ficaram inquietos com sua direção musical. Embora não fosse o compositor dominante nem o frontman, Fripp era a força motriz e o porta-voz do grupo, levando-os a áreas musicais cada vez mais sombrias e intensas. McDonald e Giles, agora preferindo um estilo romântico mais leve e matizado, ficaram cada vez mais desconfortáveis com sua posição e renunciaram perto do final da turnê pelos Estados Unidos. Para manter a banda unida, Fripp se ofereceu para renunciar, mas McDonald declarou que King Crimson era "mais (ele) do que eles" e que ele e Giles deveriam, portanto, ser os únicos a sair.  McDonald disse mais tarde que "provavelmente não era emocionalmente maduro o suficiente para lidar com isso" e tomou uma "decisão precipitada de sair sem consultar ninguém". A formação original fez seu último show no Fillmore West em São Francisco em 16 de dezembro de 1969, pouco mais de um ano após a formação. As gravações ao vivo da banda de 1969 foram lançadas em 1997 em Epitaph e em 2010 no box In the Court of the Crimson King.

### 1970–1971:In the Wake of PoseidoneLizard
Entre 1970 e 1972, King Crimson estava em um estado de fluxo com várias mudanças de formação, planos de turnê frustrados e dificuldades em encontrar uma direção musical satisfatória enquanto Fripp estava aprendendo e se desenvolvendo como compositor. Além da guitarra, Fripp assumiu as funções de teclado, enquanto Sinfield expandiu seu papel criativo para operar sintetizadores.
Após a saída de McDonald e Giles, Lake, inseguro sobre o futuro da banda sem eles, começou a discutir com Keith Emerson de The Nice sobre a possibilidade de formar uma nova banda juntos. Com Fripp e Sinfield planejando gravar o segundo álbum do King Crimson e a posição de Lake incerta, o empresário da banda contratou Elton John para cantar o material como músico de sessão, mas Fripp decidiu contra a ideia depois de ouvir seu álbum Empty Sky. Lake concordou em ficar com a banda até que Emerson concluísse os compromissos restantes com o Nice, momento em que ele saiu para formar Emerson, Lake & Palmer. No álbum In the Wake of Poseidon resultante, Lake forneceu todos os vocais principais, mas saiu antes que pudesse terminar a gravação de "Cadence and Cascade", para a qual o velho amigo de escola de Fripp, Gordon Haskell, foi contratado como vocalista convidado. Os irmãos Giles, Michael e Peter, concordaram em ser a seção rítmica do álbum, enquanto o saxofonista Mel Collins (da banda Circus) se juntou à banda no final da gravação. O álbum também contou com a participação do pianista de jazz Keith Tippett em três faixas. Após seu lançamento em maio de 1970, In the Wake of Poseidon alcançou a 4ª posição no Reino Unido e a 31ª posição nos Estados Unidos. Recebeu algumas críticas de quem achou que soava muito parecido com o primeiro álbum. Sem banda definida para apresentar o novo material, Fripp e Sinfield mantiveram Mel Collins a bordo e convidaram Gordon Haskell para entrar permanentemente, com Haskell também lidando com o baixo e também com os vocais, enquanto Andy McCulloch se juntou à banda como baterista. Collins também atuaria como tecladista ocasional e vocalista de apoio.
Fripp e Sinfield escreveram o terceiro álbum, Lizard, eles próprios - com Haskell, Collins e McCulloch não tendo voz na direção do material. Tippett foi trazido de volta como músico de sessão e também ofereceu a adesão plena à banda, mas preferiu permanecer como um músico convidado ocasional. Dois membros da banda de Tippett também tocaram no álbum: Mark Charig na corneta e Nick Evans no trombone. Robin Miller (no oboé e corne inglês) também apareceu. Jon Anderson do Yes foi contratado para cantar uma seção da faixa-título do álbum, "Prince Rupert Awakes", que Fripp e Sinfield consideraram estar fora do alcance e estilo natural de Haskell. Lizard apresentou jazz mais forte e influências clássicas de câmara do que os álbuns anteriores. O álbum contém as letras "fantasmáticas" de Sinfield, incluindo "Happy Family" (uma alegoria da separação dos Beatles), e a faixa-título, uma suíte que ocupava todo o segundo lado, descrevendo uma história medieval/mitológica batalha e seu resultado. 
Lançado em dezembro de 1970, Lizard alcançou a posição 29 no Reino Unido e a posição 113 nos Estados Unidos. Descrito retrospectivamente como um "outlier", o álbum foi feito por um grupo em desacordo sobre método e gosto. Haskell e McCulloch, mais voltados para o ritmo e o blues, acharam a música difícil de se relacionar e tediosa e confusa de gravar. Collins não gostou de como suas partes foram compostas, enquanto Fripp e Haskell detestaram as letras de Sinfield. Essa formação da banda não sobreviveu muito mais do que as sessões de gravação do Lizard . Haskell deixou a banda amargamente durante os ensaios iniciais da turnê depois de se recusar a cantar ao vivo com distorção e efeitos eletrônicos em sua voz, e McCulloch partiu logo depois. Com Sinfield não sendo músico e Fripp aparentemente desistido da banda, Collins foi deixado em busca de novos membros.

### 1971–1972:Islands
Após uma busca por um baterista para substituir McCulloch, Ian Wallace foi contratado. Fripp foi reenergizado com a adição de um novo membro e se juntou a Collins e Wallace para fazer um teste de cantores e baixistas. Os vocalistas que tentaram foram o vocalista do Roxy Music, Bryan Ferry, e John Gaydon, um dos empresários da banda. A posição acabou indo para Raymond "Boz" Burrell. John Wetton foi convidado para entrar no baixo, mas recusou para entrar no Family. Rick Kemp (mais tarde do Steeleye Span) ensaiou com a banda, mas recusou a oferta final para se juntar formalmente. Fripp decidiu ensinar Boz a tocar baixo em vez de continuar as audições laboriosas. Embora nunca tivesse tocado baixo antes, Burrell tocava violão o suficiente para ajudá-lo a aprender o instrumento rapidamente. Wallace foi capaz de instruir ainda mais Burrell no funcionamento do instrumento em uma seção rítmica. Com uma formação agora completa, King Crimson fez uma turnê em maio de 1971 pela primeira vez desde 1969. Os shows foram bem recebidos, mas as diferenças musicais entre Fripp e o resto do grupo, e os estilos de vida um tanto mais selvagens de Collins, Wallace e Burrell alienaram o Fripp livre de drogas, que começou a se afastar socialmente de seus companheiros de banda, criando mais tensão.
Em 1971, a nova formação King Crimson gravou Islands. Sinfield, que preferia uma abordagem mais suave, inspirou-se nas letras da Odisseia de Homero, na inspiração musical de músicos de jazz como Miles Davis e Ahmad Jamal, e em uma viagem ensolarada a Ibiza e Formentera. Islands apresentou a instrumental "Sailor's Tale", com um Mellotron monótono e o solo de guitarra inspirado no banjo de Fripp; o atrevido inspirado no blues "Ladies of the Road", que apresentava Wallace e Collins nos backing vocals; e "Song of the Gulls", que foi desenvolvida a partir de um instrumental anterior de Fripp ("Suite No. 1" do álbum de Giles, Giles & Fripp de 1968), e seria a única vez que a banda utilizaria uma orquestra.  Burrell não gostou das letras de Sinfield e um dos membros da banda supostamente chamou Islands de "um pedaço de merda arejado". 
Lançado em dezembro de 1971, Islands alcançou a 30ª posição no Reino Unido e a 76ª nos Estados Unidos. Após uma turnê pelos Estados Unidos, em dezembro de 1971, Fripp informou a Sinfield que não poderia mais trabalhar com ele e pediu-lhe que deixasse a banda. Em janeiro de 1972, a banda restante se separou amargamente nos ensaios, em parte devido à recusa de Fripp em tocar uma composição de Collins. Mais tarde, ele citou isso como "controle de qualidade", com a ideia de que King Crimson tocaria o tipo "certo" de música.
A fim de cumprir os contratos de turnê nos Estados Unidos em 1972, o King Crimson se reformou com a intenção de se separar imediatamente após a turnê. Gravações de várias datas na América do Norte entre janeiro e fevereiro de 1972 foram lançadas como Earthbound em junho daquele ano. O álbum era conhecido por seu estilo de tocar que ocasionalmente se voltava para o funk, e o scat de Burrell cantando nas peças improvisadas, mas foi criticado por sua qualidade de som abaixo da média. Além disso, gravações ao vivo de melhor qualidade dessa época seriam lançadas em 2002 como Ladies of the Road e em 2017 no box Sailors 'Tales (1970–1972). A essa altura, a brecha musical entre Fripp e o resto da banda havia crescido muito. Wallace, Burrell e Collins preferiam o blues e o funk improvisados. Fripp mais tarde descreveria a formação de 1971-1972 como mais uma jam band do que uma banda de "improvisação", uma opinião da qual Wallace discordou. As relações pessoais realmente melhoraram durante a turnê a ponto de a maioria da banda decidir continuar, no entanto Fripp optou por se separar dos outros três, reestruturando o King Crimson com novos músicos, pois sentiu que os outros membros não estariam totalmente engajados. na direção musical que ele tinha em mente.

### 1972–1975:Larks' Tongues in Aspic,Starless and Bible Black,Red, e hiato
A próxima encarnação do King Crimson foi radicalmente diferente das configurações anteriores. Os quatro novos recrutas de Fripp eram o percussionista de improvisação livre Jamie Muir, o baterista Bill Bruford, que deixou o Yes em um pico comercial em sua carreira em favor do "mais sombrio" Crimson, baixista e vocalista John Wetton, e violinista, tecladista e flautista David Cross, que Fripp conheceu quando foi para um ensaio de Waves, uma banda em que Cross estava trabalhando. A maioria das composições musicais foram colaborações entre Fripp e Wetton, cada um compondo segmentos de forma independente e encaixando aqueles que consideravam compatíveis. Com a saída de Sinfield, a banda recrutou o amigo de Wetton, Richard Palmer-James (do Supertramp original) como seu novo letrista. Ao contrário de Sinfield, Palmer-James não era um membro oficial do King Crimson, não participando de decisões artísticas, ideias visuais ou direções sonoras; suas únicas contribuições para o grupo foram suas letras, enviadas por correio de sua casa na Alemanha. Após um período de ensaios, King Crimson retomou a turnê em 13 de outubro de 1972 no Zoom Club em Frankfurt, com a tendência da banda para a improvisação (e a surpreendente presença de palco de Muir) ganhando atenção da imprensa renovada.

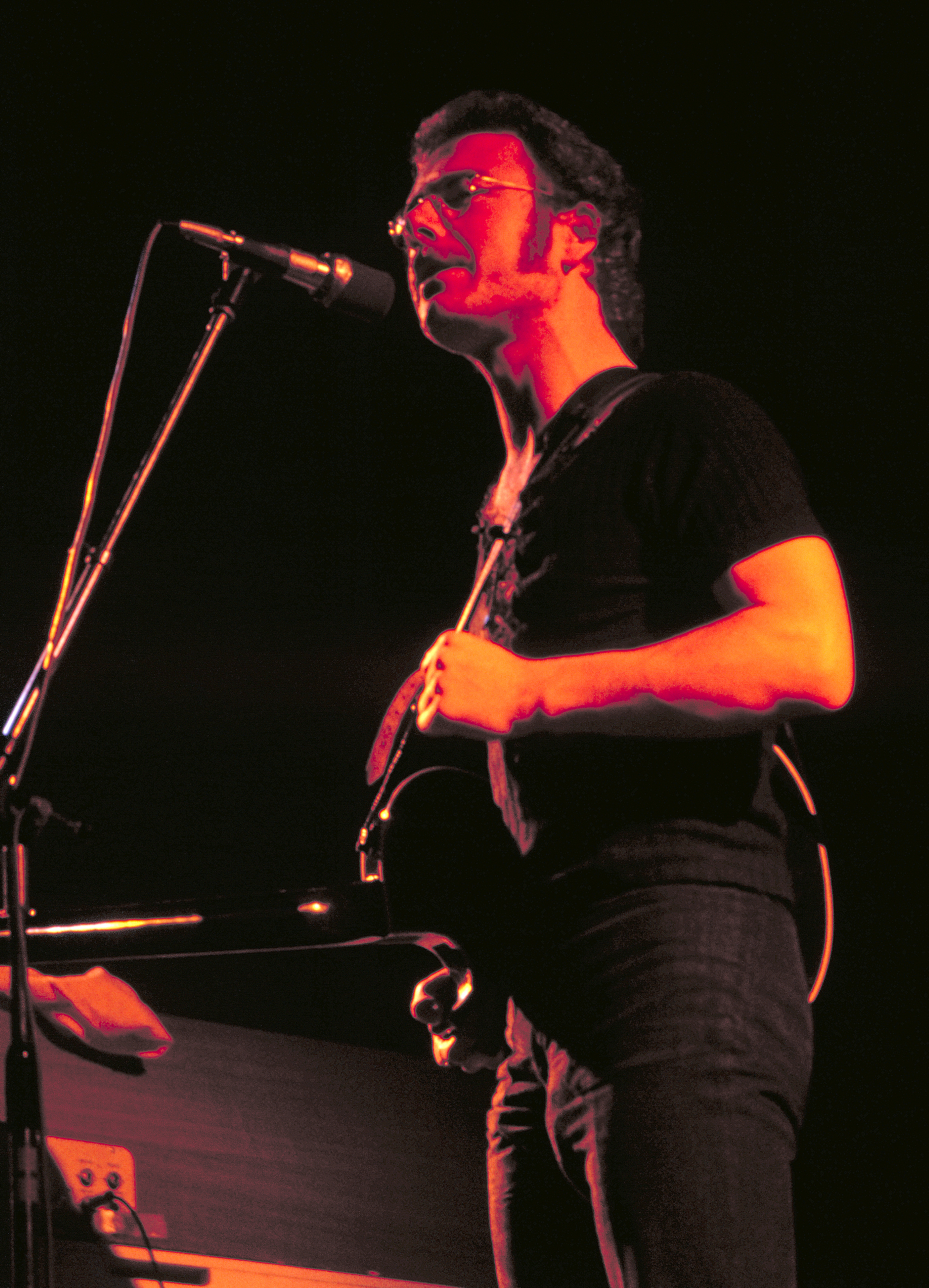
Fripp se apresentando em 1974

Em janeiro e fevereiro de 1973, King Crimson gravou Larks 'Tongues in Aspic em Londres, que foi lançado em março. O novo som da banda foi exemplificado pela faixa-título em duas partes do álbum - uma mudança significativa em relação ao que King Crimson havia feito antes, a peça enfatizou a forte interação instrumental da banda e atraiu influência da música clássica moderna, improvisação barulhenta e até riffs de heavy metal. O disco exibia a abordagem incomum de Muir à percussão, que incluía uma bateria auto-modificada, brinquedos variados, um rombo, kalimba, gongos, balões, folhas de trovão e correntes. No palco, Muir também empregou movimentos maníacos imprevisíveis, roupas bizarras e cápsulas de sangue falsas (ocasionalmente cuspidas ou aplicadas na cabeça), tornando-se o único exemplo de atividade de palco teatral na longa história da banda. O álbum alcançou a posição 20 no Reino Unido e a posição 61 nos Estados Unidos. Após um período de novas turnês, Muir partiu em 1973, abandonando completamente a indústria musical. Muir disse ao empresário do King Crimson que decidiu que a vida de músico não era para ele e que escolheu ingressar em um mosteiro budista escocês. Ele se ofereceu para cumprir um período de aviso prévio que a administração recusou. Em vez de reiterar a decisão de Muir, a administração informou à banda e ao público que Muir havia sofrido uma lesão no palco causada por um gongo caindo em seu pé.
Com a saída de Muir, os membros restantes se reuniram em janeiro de 1974 para produzir Starless and Bible Black, lançado em março de 1974, o que lhes rendeu uma crítica positiva da Rolling Stone. Embora a maior parte do álbum tenha sido gravada ao vivo durante a turnê da banda no final de 1973, as gravações foram cuidadosamente editadas e dobradas para soar como uma gravação de estúdio, com "The Great Deceiver", "Lament" e a segunda metade de "The Night Watch" o apenas faixas gravadas inteiramente em estúdio. O álbum alcançou a posição 28 no Reino Unido e a posição 64 nos Estados Unidos. Após o lançamento do álbum, a banda começou a se dividir mais uma vez, desta vez por causa da performance. Musicalmente, Fripp se posicionou entre Bruford e Wetton, que tocavam com tanta força e volume crescente que Fripp uma vez os comparou a "uma parede de tijolos voadora", e Cross, cujo violino acústico amplificado era consistentemente abafado pela seção rítmica, liderando que ele se concentrasse mais em Mellotron e um piano elétrico com overdrive. Um Cross cada vez mais frustrado começou a se retirar tanto musical quanto pessoalmente, com o resultado sendo que ele foi eliminado do grupo após a turnê da banda em 1974 pela Europa e América.
Em julho de 1974, Fripp, Bruford e Wetton começaram a gravar Red. Antes do início da gravação, Fripp, agora cada vez mais desiludido com a indústria musical, voltou sua atenção para as obras do místico russo George Gurdjieff e teve uma experiência espiritual em que "o topo da minha cabeça explodiu".  A maior parte do álbum foi desenvolvida durante improvisações ao vivo antes de Fripp se isolar e "retirar sua opinião", deixando Bruford e Wetton para dirigir as sessões de gravação. O álbum contém uma faixa ao vivo, "Providence", gravada em 30 de junho de 1974 com Cross tocando violino. Vários músicos convidados (incluindo os ex-membros Ian McDonald e Mel Collins) contribuíram para o álbum. Lançado em 6 de outubro de 1974, Red alcançou a 45ª posição no Reino Unido e a 66ª posição nos Estados Unidos. AllMusic chamou isso de "uma conquista impressionante" para um grupo prestes a se separar, com uma química musical "intensamente dinâmica" entre os membros da banda.
Dois meses antes do lançamento de Red, o futuro do King Crimson parecia brilhante (com conversas sobre o retorno do membro fundador Ian McDonald ao grupo). No entanto, Fripp não desejava fazer uma turnê porque se sentia cada vez mais desencantado com o grupo e a indústria musical. Ele também sentiu que o mundo iria mudar drasticamente em 1981 e que ele tinha que se preparar para isso.   Apesar de uma reunião da banda durante uma turnê pelos Estados Unidos em que Fripp expressou o desejo de acabar com a banda, o grupo não se separou formalmente até 25 de setembro de 1974 e mais tarde Fripp anunciou que King Crimson havia "deixado de existir " e estava "completamente acabado para todo o sempre". Mais tarde, foi revelado que Fripp havia tentado se substituir por McDonald e Steve Hackett do Genesis, mas essa ideia foi rejeitada pelos gerentes. Após a separação da banda, o álbum ao vivo USA foi lançado em maio de 1975, formado por gravações de sua turnê norte-americana de 1974. Recebeu algumas críticas positivas, incluindo "imperdível" para os fãs da banda e "insanidade que é melhor você ter". Problemas com as fitas tornaram algumas das execuções de Cross inaudíveis, então Eddie Jobson da Roxy Music foi contratado para fazer overdubs de violino e teclado em um estúdio; outras edições também foram feitas para permitir que a música coubesse em um único LP. Mais gravações ao vivo da era de 1972–1974 seriam lançadas como The Night Watch em 1997, e como parte dos boxes The Great Deceiver (1992), Larks' Tongues in Aspic (1972–1973) (2012), The Road to Red (1974) e Starless (1973–1974) (ambos em 2014). Entre 1975 e 1981, King Crimson esteve completamente inativo.

### 1981–1984:Discipline,Beat,Three of a Perfect Paire segundo hiato

As versões posteriores do Discipline apresentavam este design de nó de Steve Ball.

No final do outono de 1980, tendo passado vários anos em buscas espirituais e depois retornando gradualmente à música (tocando guitarra para David Bowie, Peter Gabriel e Daryl Hall, seguindo uma carreira solo experimental, liderando a banda instrumental new wave The League of Gentlemen), Fripp decidiu formar um novo grupo de rock de "primeira divisão", mas não tinha intenção de ser King Crimson.  Tendo recrutado Bill Bruford como baterista, Fripp pediu ao cantor e guitarrista Adrian Belew para se juntar, a primeira vez que Fripp buscaria ativamente a colaboração com outro guitarrista em uma banda e, portanto, indicativo do desejo de Fripp de criar algo diferente de qualquer um de seus trabalho prévio.  Após a turnê com Talking Heads, Belew concordou em se juntar e também se tornar o letrista da banda. A sugestão de Bruford de seu amigo baixista Jeff Berlin foi rejeitada porque Fripp achou que sua forma de tocar estava "muito ocupada",  então as audições foram realizadas em Nova York: no terceiro dia, Fripp saiu após cerca de três audições, apenas para retornar várias horas depois. com Tony Levin (que conseguiu o emprego depois de tocar um único refrão de "Red"). Fripp mais tarde confessou que, se soubesse que Levin (com quem Fripp havia tocado no grupo de Peter Gabriel) estava disponível e interessado, ele o teria escolhido sem fazer audições. Fripp chamou o novo quarteto de Discipline, e eles foram para a Inglaterra para ensaiar e escrever um novo material. Eles fizeram sua estreia ao vivo no Moles Club em Bath, Somerset, em 30 de abril de 1981, e completaram uma curta turnê com o apoio dos Lounge Lizards. Em outubro de 1981, a banda optou por mudar seu nome para King Crimson.
Em 1981, King Crimson gravou Discipline com o produtor Rhett Davies. O álbum apresentou uma versão muito diferente da banda, com influências mais recentes, incluindo pós-punk, new wave, funk, minimalismo, pontualismo, world music e percussão africana.   Com um som descrito no The New Rolling Stone Album Guide como tendo uma "técnica de cair o queixo" de "treinos rítmicos e harmoniosamente exigentes". A faixa-título "Discipline" foi descrita como uma canção de rock pós-minimalista. Fripp pretendia criar o som de um "rock gamelão", com uma qualidade rítmica entrelaçada para as guitarras emparelhadas que ele achou semelhantes aos conjuntos de gamelan indonésios.  Fripp concentrou-se em tocar arpejos complexos, enquanto Belew forneceu um arsenal de sons de guitarra que "muitas vezes imitam ruídos de animais". Além do baixo, Levin usou o Chapman Stick, um instrumento híbrido de dez cordas para tocar com as duas mãos, guitarra e baixo que tocou em um "estilo totalmente original". Bruford experimentou kits acústicos sem pratos e um kit de bateria eletrônica Simmons SDS-V. As canções da banda eram mais curtas em comparação com os álbuns anteriores do King Crimson, e muito moldadas pelas sensibilidades pop de Belew e abordagem peculiar para escrever letras. Embora o gosto anterior da banda pela improvisação estivesse agora fortemente controlado, um instrumental ("The Sheltering Sky") emergiu dos ensaios do grupo; enquanto a barulhenta, meio falada/gritada "Indiscipline" foi uma peça parcialmente escrita e improvisada, criada para dar a Bruford uma chance de escapar das rígidas exigências rítmicas do resto do álbum. Lançado em setembro de 1981, Discipline alcançou a posição 41 no Reino Unido e a posição 45 nos Estados Unidos.
Em junho de 1982, King Crimson seguiu Discipline com Beat, o primeiro álbum do King Crimson gravado com a mesma formação de banda do álbum anterior. Beat é o único álbum em que Fripp não teve envolvimento na mixagem original; Davies e Belew assumiram as funções de produção. O álbum tinha um tema vinculado à Geração Beat e seus escritos, refletidos em títulos de canções como "Neal and Jack and Me" (inspirado por Neal Cassady e Jack Kerouac), "Heartbeat" (inspirado por "Heart Beat" de Carolyn Cassady: My Life with Jack and Neal"), "The Howler" (inspirado em "Howl" de Allen Ginsberg) e "Waiting Man" (inspirado em William Burroughs). O álbum continha temas da vida na estrada, angústia existencial e romantismo. Enquanto o Beat era mais acessível, tinha o improvisado "Requiem", que apresentava Frippertronics, uma técnica de guitarra inventada por Brian Eno e Robert Fripp usando um sistema de loop de fita. 
A gravação de Beat enfrentou tensão com Belew sofrendo altos níveis de estresse por causa de suas funções como vocalista, vocalista e compositor principal. Em uma ocasião, ele entrou em conflito com Fripp e ordenou que ele saísse do estúdio. Quando o Beat alcançou a 39ª posição no Reino Unido e a 52ª posição nos Estados Unidos, King Crimson retomou a turnê. "Heartbeat" foi lançado como um single que alcançou a posição 57 na parada de rock mainstream da Billboard. Nessa época a banda lançou o VHS The Noise: Live in Frejus, um documento de um show realizado na Arena, Fréjus, França em 27 de agosto de 1982, co-headlining com Roxy Music (cujo set do mesmo show também foi lançado em VHS como The High Road ). O VHS foi posteriormente relançado como parte do DVD Neal and Jack and Me em 2004.

O próximo álbum do King Crimson, Three of a Perfect Pair, foi gravado em 1983 e lançado em março de 1984. Tendo encontrado dificuldade em escrever e determinar uma direção para o álbum, a banda optou por gravar e chamar a primeira metade do álbum de "lado esquerdo" - quatro das canções mais pop da banda mais uma instrumental - e a segunda metade de "lado direito" - trabalhos experimentais, improvisações que atraíram influência da música industrial,  mais a terceira parte da série de composições "Larks' Tongues in Aspic". O estresse durante o processo de composição e a tensão entre os membros da banda se manifestam tanto no conteúdo lírico quanto na música, e o resultado é um álbum "enervante". A remasterização do álbum em 2001 incluiu o "outro lado", uma coleção de remixes e tomadas improvisadas, além da canção humorística de Levin, "The King Crimson Barbershop". Three of a Perfect Pair alcançou a posição 30 no Reino Unido e 58 nos Estados Unidos, com "Three of a Perfect Pair" e " Sleepless" sendo lançados como singles. Um documento VHS da turnê Three of a Perfect Pair, Three of a Perfect Pair: Live in Japan, foi lançado no final de 1984 (e posteriormente também incluído no DVD Neil and Jack and Me ). O último show da turnê Three of a Perfect Pair, no Spectrum em Montreal, Canadá, em 11 de julho de 1984, foi gravado e lançado em 1998 como Absent Lovers: Live in Montreal. Outras gravações ao vivo da banda dos anos 1980 seriam lançadas em 2016 como parte do box On (and off) The Road (1981–1984). Apesar do conflito, os músicos permaneceram profissionais nos palcos.

"Robert separou o grupo, novamente, pela enésima vez, pensando longamente, suponho, em nossa falta de imaginação, habilidade, direção e mil outras coisas que sem dúvida estávamos perdendo. Suponho que isso só porque me lembro de não ouvir essa ladainha de fracassos. É melhor desistir enquanto você está ganhando, pensei."

—Bill Bruford sobre a separação da banda em 1984
Após a turnê de 1984, Fripp dissolveu o King Crimson pela segunda vez, exatamente dez anos após a dissolução do grupo anterior. Bruford e Belew expressaram alguma frustração com isso; Belew lembrou que a primeira vez que ouviu falar da separação foi quando leu sobre isso em uma reportagem da revista Musician.

### 1994–1999:Vrooom,THRAKe ProjeKcts
No verão de 1991, Belew se encontrou com Fripp na Inglaterra para expressar interesse em reviver King Crimson. Um ano depois, Fripp estabeleceu sua gravadora Discipline Global Mobile (DGM) com o produtor David Singleton. Posteriormente, a DGM seria o lar principal do trabalho de Fripp, com lançamentos de álbuns maiores distribuídos para gravadoras maiores (inicialmente Virgin Records), e lançamentos menores administrados pela DGM. Isso proporcionou a Fripp e seus associados maior liberdade criativa e mais controle sobre todos os aspectos de seu trabalho.
No final de 1991, Fripp convidou o ex-cantor de Japan David Sylvian para se juntar à nova banda King Crimson, mas Sylvian recusou a oferta, embora os dois tenham colaborado como Sylvian/Fripp. Em junho de 1993, Fripp começou a montar uma versão maior da banda, acompanhada por Belew e Levin do quarteto dos anos 1980, o tocador de Chapman Stick Trey Gunn (um veterano dos cursos de Fripp's Guitar Craft) e o baterista Jerry Marotta, com quem Fripp havia tocado com Peter Gabriel. Após os shows de encerramento de Sylvian/Fripp no Royal Albert Hall em dezembro de 1993, uma turnê da qual Marotta não participou, Fripp decidiu convidar o baterista da turnê Pat Mastelotto, ex-Mr. Mister, para entrar no lugar de Marota. Bruford acabou sendo o último do grupo dos anos 1980 a retornar à banda. Fripp explicou que teve a visão de um "Double Trio" com dois bateristas enquanto dirigia ao longo de Chalke Valley em uma tarde de 1992. Bruford disse mais tarde que pressionou Fripp no último minuto porque acreditava que Crimson era muito "seu show" e que Fripp havia apresentado uma explicação filosófica para utilizar Mastelotto e ele mesmo mais tarde. Uma das condições que Fripp impôs a Bruford se ele voltasse era desistir de todo o controle criativo para Fripp.

Após os ensaios em Woodstock, Nova York, o grupo lançou o extended play Vrooom em outubro de 1994. Isso revelou o novo som do King Crimson, que apresentava as guitarras entrelaçadas dos anos 1980 misturadas com a sensação pesada e em camadas do período dos anos 1970. Havia também uma vaga influência da música industrial da época. Muitas das canções foram escritas ou finalizadas por Belew e exibiam elementos mais fortes do pop dos anos 1960 do que antes; em particular, uma influência dos Beatles. Bruford se referiria à banda como soando como "um Shadows dissonante com esteróides". Como nas formações anteriores, novas tecnologias foram utilizadas, incluindo MIDI, que Fripp usou para converter Frippertronics em uma versão digital chamada "Soundscapes", e a versátil Warr guitar com a qual Gunn substituiu seu Stick em 1995. King Crimson excursionou com o álbum em 28 de setembro de 1994 em Buenos Aires, Argentina; partes desses shows foram lançadas no CD duplo ao vivo B'Boom: Live in Argentina em 1995.

"O significado de THRAK... o primeiro é: um impacto súbito e preciso movendo-se de direção e comprometimento a serviço de um objetivo... A segunda definição é: 117 guitarras quase tocando o mesmo acorde simultaneamente. Então, o álbum THRAK, o que é? 56 minutos e 37 segundos de canções e músicas sobre amor, morte, redenção e homens maduros que têm ereções."

—O press release de Robert Fripp para THRAK e as notas do encarte para VROOOM VROOOM
Em outubro e dezembro de 1994, King Crimson gravou seu décimo primeiro álbum de estúdio, THRAK. Formado principalmente por versões revisadas das faixas de Vrooom, além de novas faixas, o álbum foi descrito pela revista Q como tendo "estruturas de rock com cheiro de jazz, caracterizadas por uma interação de guitarra barulhenta, angular e requintada" e um "ritmo atlético e sempre inventivo". seção", ao mesmo tempo em que estava em sintonia com o som do rock alternativo de meados dos anos 1990. Exemplos dos esforços da banda para integrar seus múltiplos elementos podem ser ouvidos nas acessíveis (mas complexas) canções "Dinosaur" e "Sex Sleep Eat Drink Dream", na balada mais direta "One Time", bem como em "Radio I" e "Radio II" - um par de instrumentais Soundscapes de Fripp.
King Crimson retomou a turnê em 1995 e em 1996; datas de outubro e novembro de 1995 foram gravadas e lançadas no álbum ao vivo Thrakattak em maio de 1996, que é uma hora de música improvisada integrando seções de apresentações da turnê "THRAK" nos Estados Unidos e Japão, mixadas e arranjadas pelo parceiro DGM de Fripp, engenheiro David Singleton. Uma gravação ao vivo mais convencional do período foi posteriormente disponibilizada como o lançamento do CD duplo Vrooom Vrooom (2001), enquanto um show completo de 1995 foi lançado em VHS em 1996 como Live in Japan e relançado em DVD em 1999 como Déjà Vrooom. O trio duplo seria ainda homenageado pelo box THRAK (1994–1997) lançado em 2015.
Os ensaios de composição começaram em maio de 1997 em Nashville, Tennessee. Fripp estava insatisfeito com a qualidade da nova música desenvolvida pela banda; Atritos e desentendimentos de longa data entre ele e Bruford levaram o último a decidir deixar King Crimson para sempre. A atmosfera ruim resultante e a falta de material viável quase acabaram com a banda. Em vez disso, os seis membros optaram por trabalhar em quatro grupos menores (ou "fraKctalisations", como Fripp os chamava) conhecidos como ProjeKcts. Isso permitiu que o grupo continuasse desenvolvendo ideias e buscando uma nova direção sem a dificuldade prática (e despesa) de reunir todos os seis músicos de uma vez. De 1997 a 1999, os quatro primeiros ProjeKcts tocaram ao vivo nos Estados Unidos e no Reino Unido, e lançaram gravações que mostravam alto grau de improvisação livre, com influências que vão do jazz, industrial, techno e drum'n'bass. Estes foram descritos coletivamente pelo crítico musical J. D. Considine como "frequentemente surpreendentes", mas sem melodia. Depois que Bruford tocou quatro datas com o Projekct One em dezembro de 1997, ele deixou o King Crimson para retomar o trabalho com seu próprio grupo de jazz Earthworks.

### 2000–2003:The Construkction of Light,The Power to Believee terceiro hiato
Em outubro de 1999, King Crimson começou a se reunir novamente. Tony Levin estava ocupado trabalhando como músico de sessão e decidiu dar um hiato no grupo, então os membros restantes (Fripp, Belew, Gunn e Mastelotto) formaram o "Double Duo" para escrever e gravar The Construkction of Light no estúdio do porão de Belew. e garagem perto de Nashville. Lançado em maio de 2000, o álbum alcançou a posição 129 no Reino Unido. A maioria das peças eram metálicas, ásperas e de som industrial. Eles apresentavam uma textura eletrônica distinta, um som de bateria elétrica altamente processado de Mastelotto, Gunn assumindo o papel de baixo em Warr Guitar e uma visão diferente do som de guitarra interligado que a banda foi pioneira na década de 1980. Com exceção de um blues industrial (cantado por Belew através de um trocador de voz sob o pseudônimo de "Hooter J. Johnson"), as canções eram densas e complexas. O álbum contém a quarta parcela de "Larks' Tongues in Aspic". Recebeu uma recepção negativa por falta de novas ideias. A banda gravou um álbum de instrumentais improvisados na mesma época, e os lançou sob o nome de ProjeKct X, no CD Heaven and Earth.

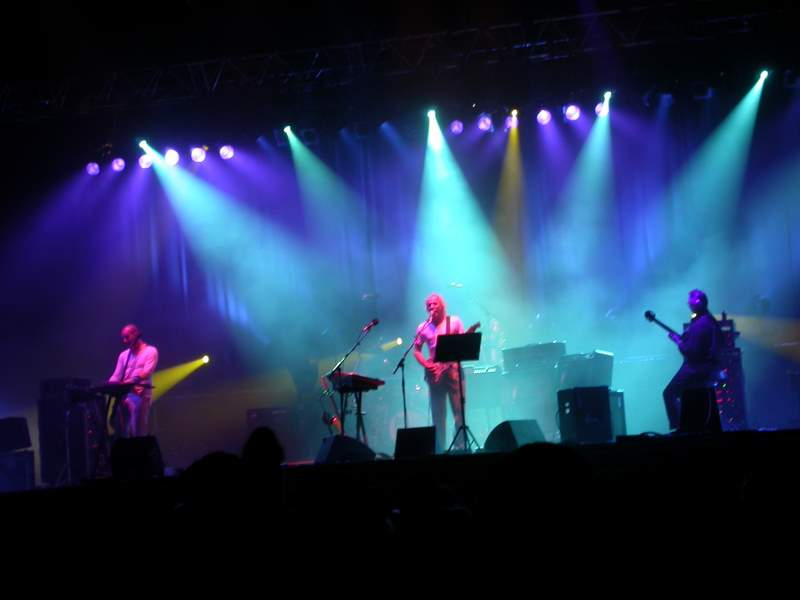
A banda se apresentando em 2003. Da esquerda para a direita: Trey Gunn, Adrian Belew e Robert Fripp (Pat Mastelotto está escondido)

King Crimson fez uma turnê para divulgar os dois álbuns, incluindo shows duplos com o Tool. A turnê foi documentada no álbum ao vivo Heavy ConstruKction em 2000 e no box Heaven & Earth (1997–2008) definido em 2019. O baixista do Led Zeppelin, John Paul Jones, e sua banda apoiaram o Crimson em alguns shows ao vivo.
Em 9 de novembro de 2001, King Crimson lançou uma edição limitada ao vivo chamada Level Five, apresentando três novas peças: "Dangerous Curves", "Level Five" e "Virtuous Circle", além de versões de "The Construkction of Light". e "The Deception of the Thrush" do ProjeKct, seguida por uma faixa não listada chamada "ProjeKct 12th and X" após um minuto de silêncio. Um segundo EP foi lançado em outubro de 2002, Happy with What You Have to Be Happy With. Este apresentava onze faixas (incluindo uma versão ao vivo de "Larks' Tongues in Aspic, Part IV"). Metade das faixas foram trechos vocais processados por Belew, e as próprias canções variaram entre Soundscapes, gamelão, heavy metal e blues.

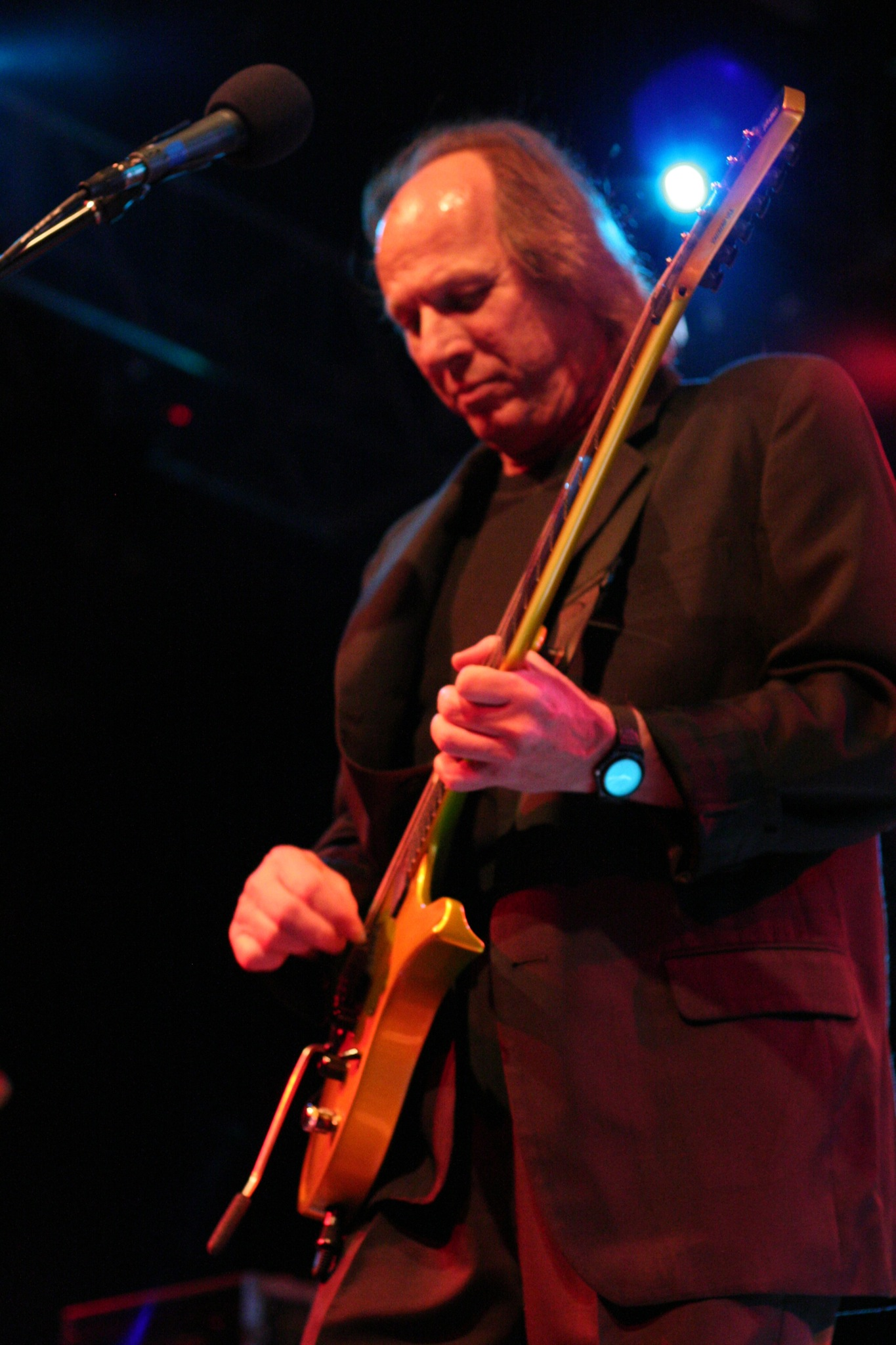
Belew se apresentando em 2006

King Crimson lançou seu décimo terceiro álbum, The Power to Believe, em março de 2003. Fripp o descreveu como "o ponto culminante de três anos de Crimsonising". O álbum incorporou, retrabalhou e renomeou versões de "Deception of the Thrush" ("The Power to Believe III"); faixas de seus dois EPs anteriores; e um extrato de Fripp Soundscape com instrumentação e vocais adicionados. The Power to Believe alcançou a posição 162 no Reino Unido e a posição 150 nos Estados Unidos. King Crimson fez uma turnê em 2003 para divulgar o álbum; as gravações dele foram usadas para o álbum ao vivo EleKtrik: Live in Japan. 2003 também viu o lançamento do DVD Eyes Wide Open, uma compilação dos shows da banda Live at the Shepherds Bush Empire (Londres, 3 de julho de 2000) e Live in Japan (Tóquio, 16 de abril de 2003).
Em novembro de 2003, Gunn deixou o grupo para seguir projetos solo e foi substituído pelo retorno de Tony Levin. A banda se reuniu novamente no início de 2004 para os ensaios, mas nada evoluiu dessas sessões. Eles entraram em outro hiato. A essa altura, Fripp estava reavaliando publicamente seu desejo de trabalhar na indústria musical, muitas vezes citando os aspectos antipáticos da vida de um músico em turnê, como "a ilusão de intimidade com celebridades".
Em 21 de setembro de 2006, o ex-membro do King Crimson, Boz Burrell, morreu de ataque cardíaco, seguido por outro ex-membro, Ian Wallace, que morreu de câncer de esôfago em 22 de fevereiro de 2007.

### 2008: turnê do 40º aniversário e quarto hiato
Uma nova formação do King Crimson foi anunciada em 2007: Fripp, Belew, Levin, Mastelotto e um novo segundo baterista, Gavin Harrison. Em agosto de 2008, após um período de ensaios, os cinco completaram a turnê de 40 anos da banda. As setlists não apresentavam nenhum material novo, baseando-se no repertório existente de meados dos anos 70. Shows adicionais foram planejados para 2009, mas foram cancelados devido a conflitos de agendamento com Belew.
King Crimson começou outro hiato após a turnê do 40º aniversário. Belew continuou a fazer lobby para reviver a banda e discutiu isso com Fripp várias vezes em 2009 e 2010. Entre as sugestões de Belew estava uma reunião temporária da formação dos anos 1980 para uma turnê do trigésimo aniversário: uma ideia recusada por Fripp e Bruford, o último comentando "Seria altamente improvável que eu tentasse recriar a mesma coisa, uma missão que temo destinada ao fracasso. Em dezembro de 2010, Fripp escreveu que o "interruptor" do King Crimson estava "desligado" desde outubro de 2008, citando vários motivos para esta decisão.

### 2014–2021: as formações "Seven-Headed Beast" e "Three Over Five"
Em 2011, uma banda chamada Jakszyk, Fripp and Collins (com o subtítulo "A King Crimson ProjeKct") lançou um álbum chamado A Scarcity of Miracles. A banda apresentava o guitarrista e cantor Jakko Jakszyk, Fripp e o ex-saxofonista do Crimson Mel Collins como os principais músicos/compositores, com Tony Levin tocando baixo e Gavin Harrison tocando bateria. A certa altura, Fripp se referiu à banda como "P7" (ProjeKct Seven). Excepcionalmente para um ProjeKct, ele foi baseado em canções originais "finamente elaboradas" e "ritmadas" derivadas de sessões improvisadas. Em agosto de 2012, Fripp anunciou sua aposentadoria da indústria musical, deixando o futuro do King Crimson incerto.
Em setembro de 2013, Fripp anunciou o retorno do King Crimson às atividades com uma "reforma muito diferente do que acontecia antes: sete músicos, quatro ingleses e três americanos, com três bateristas". Ele citou vários motivos para voltar, variando do prático ao caprichoso: "Eu estava ficando feliz demais. Hora de uma vara pontiaguda." A nova formação se baseou na formação anterior (mantendo Fripp, Levin, Harrison e Mastelotto) e no projeto Scarcity of Miracles (Jakszyk e Collins), com o ex-aluno do Guitar Craft e ex-baterista do R.E.M./ Ministry Bill Rieflin como o sétimo membro. Adrian Belew não foi convidado a participar, encerrando assim seu mandato de 32 anos no King Crimson: Jakszyk assumiu seu lugar como cantor e segundo guitarrista. Esta versão do grupo ganhou o apelido de "Seven-Headed Beast" (Besta de Sete Cabeças).
No início de 2014, King Crimson não tinha planos de gravar no estúdio, em vez disso, tocava versões "reconfiguradas" de material anterior. Pela primeira vez desde 1974, o repertório da banda incluiu canções da série de álbuns entre In The Court of the Crimson King e Larks' Tongues in Aspic, além de incluir instrumentais de THRAK e The Power to Believe . Depois de ensaiar na Inglaterra, eles viajaram pela América do Norte de 9 de setembro a 6 de outubro. As gravações das datas de Los Angeles foram lançadas como Live at the Orpheum.
Turnês pela Europa, Canadá e Japão seguiram na segunda metade de 2015. Uma gravação ao vivo da parte canadense da turnê foi lançada como Live In Toronto. Uma turnê europeia foi planejada para 2016. Após a decisão de Rieflin de fazer uma pausa na música, o baterista Jeremy Stacey do Noel Gallagher's High Flying Birds foi convocado para datas a partir de setembro.
Em 7 de dezembro de 2016, o membro fundador do King Crimson, Greg Lake, morreu de câncer. Outro ex-membro do King Crimson, John Wetton, morreu de câncer de cólon em 31 de janeiro de 2017.
Em 3 de janeiro de 2017, Bill Rieflin voltou ao King Crimson. Como a banda desejava manter Jeremy Stacey, Fripp chamou a nova formação de "Double Quartet Formation" (Formação de Quarteto Duplo), referindo-se a quatro bateristas. Consequentemente, King Crimson tornou-se um octeto. Mais tarde, Rieflin mudou seu papel no grupo e se tornou o primeiro tecladista do King Crimson em tempo integral. Fripp rebatizou a formação de "Three Over Five" (Três Sobre Cinco).
Em 2 de junho de 2017, King Crimson lançou um novo EP ao vivo chamado "Heroes" (em homenagem à música de David Bowie), como uma homenagem ao artista e ao álbum com a música em questão, ambos com contribuições distintas de guitarra de Robert Fripp ao longo. O vídeo da música ganhou o prêmio de "Vídeo do Ano" no Progressive Music Awards de 2017. Pouco depois, King Crimson embarcou em uma turnê pelos Estados Unidos começando em 11 de junho e terminando em 26 de novembro. Em 3 de setembro, Robert Fripp disse que suas diferenças com Adrian Belew haviam sido resolvidas e que "não havia planos para (ele) sair com a formação atual", mas "as portas para o futuro estão abertas". Belew confirmou isso, acrescentando "isso significa que posso voltar à banda no futuro em algum momento." Em 13 de outubro, foi anunciado que Bill Rieflin não poderia se juntar à formação Three Over Five na turnê de outono de 2017 nos Estados Unidos. Ele foi temporariamente substituído pelo guitarrista Crafty Chris Gibson, de Seattle. Durante 2018, King Crimson realizou a extensa turnê Uncertain Times de 33 datas pelo Reino Unido e Europa entre 13 de junho e 16 de novembro.
Em 6 de abril de 2019, foi anunciado em coletiva de imprensa que Rieflin faria mais uma pausa do King Crimson para tratar de assuntos familiares, seu lugar nos teclados para a turnê do 50º aniversário de 2019 realizada por Theo Travis, mais conhecido como saxofonista, Soft Machine membro e colaborador ocasional da dupla com Robert Fripp.  Embora Travis tenha se juntado à banda para os ensaios, Fripp disse em 2 de maio que a banda havia decidido que não era mais possível ter outros músicos substituindo Rieflin e, por isso, estava "seguindo como uma Besta de Sete Cabeças" sem Travis. As partes de Rieflin foram divididas entre outros membros da banda, com Fripp, Stacey, Jakszyk e Collins adicionando teclados aos seus equipamentos no palco, e Levin mais uma vez usando o sintetizador que usou durante as turnês dos anos 80. Logo depois, em 11 de junho, toda a discografia do King Crimson foi disponibilizada para transmissão online em todas as principais plataformas de streaming, como parte da comemoração do 50º aniversário da banda.
Em 24 de março de 2020, Bill Rieflin morreu de câncer. No mesmo ano, o colaborador da banda, Keith Tippett, morreu em 14 de junho,  o ex-membro Gordon Haskell morreu de câncer de pulmão em 15 de outubro.
A banda fez uma turnê pela América do Norte e depois pelo Japão em 2021. As gravações das datas da parte americana da turnê foram lançadas como o álbum ao vivo e "bootleg oficial" Music Is Our Friend: Live in Washington and Albany, apresentando músicas de toda a vida da banda, além de duas novas cadências de Tony Levin.  

#### 2019 – King Crimson no Brasil
Os brasileiros finalmente puderam conhecer de perto o King Crimson em 2019, ano em que a banda completou 50 anos e fez apresentações ao redor do mundo. Foram duas exibições. A primeira, dia 4 de outubro na cidade de São Paulo, no Espaço das Américas. A segunda, dia 6 de outubro na cidade do Rio de Janeiro, na oitava edição do Rock In Rio.

### 2022: DocumentárioIn the Court of the Crimson Kinge fim das atividades da banda
Após as datas da turnê de 2021, o King Crimson encerrou as atividades, embora sem anunciar expressamente o término. Os motivos citados foram de ordem prática, envolvendo a idade avançada de vários dos membros, além do aumento do custo dos serviços durante a Pandemia de COVID-19, sem nenhuma intenção da banda de fazer mais turnês.  
Em agosto de 2021, Jakszyk se referiu à existência de "cerca de quarenta a cinquenta minutos de coisas novas (do King Crimson), uma série de músicas que coescrevi com Robert e algumas coisas instrumentais que ele escreveu. Durante o bloqueio, Gavin sugeriu: 'Por que não gravamos essas coisas para que tenhamos pelo menos gravações de estúdio desse material?' Isso não significa que faremos um novo álbum ou que ele será lançado, mas iniciamos esse processo."  Versões de duas músicas de Fripp/Jakszyk originalmente destinadas ao King Crimson ("Uncertain Times" e "Separation") já haviam surgido no álbum solo de Jakszyk de 2020 , Secrets and Lies, com a participação de Fripp, Harrison, Levin e Collins. 
Em 9 de fevereiro de 2022, o membro fundador do King Crimson, Ian McDonald, morreu de câncer.
Em março de 2022, o documentário In the Court of the Crimson King estreou no Festival de Cinema SXSW de 2022. Dirigido por Toby Amies e filmado entre 2019 e 2021, cobriu as atividades ao vivo e nos bastidores da banda da época, mas também apresentou uma visão geral histórica, além de contribuições dos ex-alunos do Crimson Ian McDonald, Michael Giles, Bill Bruford, Adrian Belew e Trey Gunn (bem como longas filmagens de entrevistas com o falecido Bill Rieflin). Amies descreveu o desenvolvimento do filme da seguinte forma: "O que começou como um documentário tradicional sobre a lendária banda King Crimson quando ela completou cinquenta anos, transformou-se em uma exploração do tempo, da morte, da família e do poder transcendente da música para mudar vidas; mas com piadas." 
Em 2022, com exceção de questões de arquivo/curatoriais, o King Crimson encerrou totalmente as atividades, sem planos para o futuro.  Levin disse em uma entrevista no final de 2022 que, "a sensação que tive de Robert [Fripp] foi que acabou. Talvez o King Crimson fale com ele no futuro de alguma forma, e reavive sua cabeça com quem sabe qual formação?" 
Em uma sessão de perguntas e respostas após a exibição de In the Court of the Crimson King, Fripp se referiu à formação de sete membros do King Crimson de 2021 como "a encarnação final" da banda. Questionado se poderia haver uma escalação que não o incluísse, ele discordou, afirmando "Eu vejo o todo. Eu vejo a música. Eu vejo os músicos. Eu vejo o público e eu vejo a indústria musical [...] e você tem que se envolver com tudo isso para ter uma visão geral. Então essa é a resposta rápida". 

## Bandas cover de ex-membros
Desde o início dos anos 2000, várias bandas contendo membros anteriores, recentes ou atuais do King Crimson fizeram turnês e gravaram, apresentando músicas do King Crimson.
Ativa entre 2002 e 2005, a 21st Century Schizoid Band reuniu vários ex-membros do King Crimson que tocaram nos primeiros quatro álbuns da banda. A banda apresentava Ian McDonald, Mel Collins, Peter Giles e Michael Giles (este último posteriormente substituído por Ian Wallace), e era liderada por Jakko Jakszyk, uma década antes de seu próprio recrutamento no King Crimson. A banda se envolveu em várias turnês, tocou material do catálogo dos anos 60 e 70 do King Crimson e gravou vários álbuns ao vivo. A banda se desfez após a morte de Wallace em 2007.
Desde 2007, Tony Levin lidera o trio Stick Men, que também conta com Pat Mastelotto. A banda foi inicialmente completada pelo tocador de Chapman Stick Michael Bernier, substituído em 2010 pelo guitarrista de toque e ex-aluno de Fripp Markus Reuter.   Esta banda inclui (e reinterpreta) composições do King Crimson em seus sets ao vivo.  Reuter e Mastelotto também tocam juntos como uma dupla (anteriormente chamada de "Tuner"), na qual eles são conhecidos por retrabalhar ao vivo a música instrumental "Industry", do King Crimson, de meados dos anos 1980. A partir de 2023, Reuter, Mastelotto e Trey Gunn reviveram o apelido "Tuner" (reestilizado como "Tu-ner") para tocar músicas da era Double Duo do King Crimson, além de material de cada uma de suas respectivas carreiras solo e combinadas. 
Entre 2011 e 2014, Stick Men e a banda Power Trio de Adrian Belew (Belew mais o baterista Tobias Ralph e a baixista Julie Slick) uniram forças para tocar e fazer turnês como The Crimson ProjeKCt, cobrindo a música feita durante os anos 80 e 90. Os dois grupos se apresentavam juntos de tempos em tempos, geralmente sob nomes como "Belew, Levin, Mastelotto and friends".
Durante sua carreira solo, incluindo apresentações com o Power Trio, Adrian Belew executou várias versões de canções do King Crimson.
Em março de 2024, um novo grupo tocando o repertório do King Crimson dos anos 1980 foi anunciado: ele contava com os ex-membros Adrian Belew e Tony Levin, juntamente com o guitarrista Steve Vai e o baterista Danny Carey. Fripp e Bruford recusaram ofertas de adesão, mas deram suas bênçãos ao grupo. Fripp também sugeriu o nome do eventual projeto, "Beat" (em homenagem ao álbum de 1982 de mesmo nome).  A banda saiu em turnê pelos Estados Unidos durante o segundo semestre de 2024.

## Estilo musical
"Quando se trata do banco absurdamente engenhoso de bandas de rock progressivo, o King Crimson foi provavelmente o mais versátil de todos. [...] A mudança incessante de formações [inspirava] sons inteiramente novos. Alguém poderia tocar uma música do primeiro, terceiro e quinto álbuns e o ouvinte médio não teria a mínima ideia de que era a mesma banda. E isso, em alguns aspectos, é a premissa e a essência do rock progressivo."

—Sean Murphy, PopMatters (7 de março de 2023)
King Crimson foi descrito musicalmente como rock progressivo, art rock, e pós-progressivo, com seus trabalhos anteriores sendo descritos como proto-prog. Sua música foi inicialmente baseada no rock dos anos 1960, especialmente nos movimentos acid rock e rock psicodélico. A banda tocou "Get Thy Bearings" de Donovan em um show, e era conhecida por tocar "Lucy in the Sky with Diamonds" dos Beatles em seus ensaios. No entanto, para suas próprias composições, King Crimson (ao contrário das bandas de rock que vieram antes deles) em grande parte removeu os fundamentos baseados no blues e do rock e os substituiu por influências derivadas de compositores clássicos. A primeira encarnação do King Crimson tocou a seção de Marte da suíte de Gustav Holst, The Planets, ao vivo e mais tarde a banda usou Marte como base para a música "Devil's Triangle". Como resultado dessa influência, In the Court of the Crimson King é freqüentemente visto como o ponto de partida nominal dos movimentos de rock progressivo. King Crimson também exibiu inicialmente fortes influências do jazz, mais obviamente em sua faixa de assinatura "21st Century Schizoid Man". A banda também se baseou na música folclórica inglesa para composições como "Moonchild" e "I Talk to the Wind". Na formação de 1972, a intenção de Fripp era juntar a música de Jimi Hendrix, Ígor Stravinski e Béla Bartók.
A reunião da banda em 1981 trouxe ainda mais elementos, exibindo a influência do funk, pós-punk, new wave, gamelão e compositores clássicos do final do século 20, como Philip Glass, Steve Reich e Terry Riley.   Para sua reunião de 1994, King Crimson reavaliou as abordagens de meados dos anos 1970 e 1980 à luz da nova tecnologia, intervindo formas musicais como eletrônica, drum'n'bass e techno; e desenvolvimentos posteriores na música industrial, bem como a expansão do conteúdo textural ambiente da banda por meio da abordagem de looping Soundscapes de Fripp.
A versão de 2013 da banda retornou, em sua maior parte, às influências e repertório da banda dos anos 1960 e 1970, mas abordou-os por meio da tecnologia atual e rearranjos adequados a um conjunto maior de músicos mais experientes, ao mesmo tempo em que incorporava o New Standard Tuning usado por Fripp desde 1984.

### Abordagens
Várias abordagens composicionais do King Crimson permaneceram constantes desde as primeiras versões da banda até o presente. Esses incluem:
- O uso de um motivo rítmico de construção gradual.[255] Estes incluem "The Devil's Triangle" (uma adaptação e variação da peça Mars de Gustav Holst tocada pelo King Crimson original, baseada em um pulso complexo em 5
4vezes em que uma melodia skirling é tocada em um Mellotron), "The Talking Drum" de 1973 (de Larks' Tongues in Aspic), "Industry" de 1984 (de Three of a Perfect Pair) e "Dangerous Curves" de 2003 (de The Power to Believe).[256]
- Uma peça instrumental (geralmente incorporada como uma pausa em uma música) na qual a banda toca uma passagem de conjunto de considerável complexidade rítmica e polirrítmica.[257] Um dos primeiros exemplos é a música inicial da banda "21st Century Schizoid Man", mas a série de composições "Larks' Tongues in Aspic" (assim como peças de intenção semelhante, como "THRAK" e "Level Five") se aprofundam complexidade polirrítmica, mergulhando em ritmos que entram e saem da sincronização geral uns com os outros, mas que todos 'acabam' juntos através da sincronização polirrítmica. Esses polirritmos foram particularmente abundantes no trabalho da banda dos anos 1980, que continha camadas rítmicas semelhantes a gamelan e padrões contínuos de staccato sobrepostos em contraponto.
- A composição de passagens solo difíceis para instrumentos individuais, como a quebra de guitarra em "Fracture" em Starless and Bible Black.[258]
- A justaposição de melodias ornamentadas e baladas com ruídos incomuns, muitas vezes dissonantes (como "Cirkus" de Lizard, "Ladies of the Road" de Islands e "Eyes Wide Open" de The Power to Believe).
- O uso da improvisação.
- Estrutura de notas ascendentes (ex. "Facts of Life" e "THRAK").

### Improvisação
"Somos tão diferentes um do outro que uma noite alguém da banda vai tocar algo que o resto de nós nunca ouviu antes e você só tem que ouvir por um segundo. Então você reage à declaração dele, geralmente de uma maneira diferente do que eles esperariam. É a improvisação que torna o grupo incrível para mim. Você sabe, arriscar. Não existe um formato realmente no qual caiamos. Nós descobrimos coisas enquanto improvisamos e se elas são basicamente boas ideias, nós tentamos e as trabalhamos como novos números, o tempo todo mantendo a improvisação viva e continuamente expandindo."

—O violinista do King Crimson, David Cross, fala sobre a abordagem de improvisação da banda de meados dos anos 1970.
King Crimson incorporou improvisação em suas performances e gravações de estúdio desde o início, algumas das quais foram incorporadas em peças como "Moonchild", "Providence", "Requiem" e "No Warning",  incluindo passagens de silêncio contido, assim como a contribuição de Bill Bruford para o "Trio" improvisado.  Em vez de usar o formato padrão de jazz ou rock "jamming" para improvisação (no qual um solista de cada vez assume o centro do palco enquanto o resto da banda se deita e toca junto com o ritmo estabelecido e as mudanças de acordes), a improvisação do King Crimson são músicos tomando coletivamente decisões e contribuições criativas enquanto a música está sendo tocada. Solos individuais são amplamente evitados; cada músico deve ouvir o outro e o som do grupo, para poder reagir criativamente dentro da dinâmica do grupo. Fripp usou a metáfora da "mágica" para descrever esse processo, em particular quando o método funciona particularmente bem.  
Da mesma forma, a música improvisada de King Crimson é variada em som e a banda conseguiu lançar vários conjuntos de caixas e álbuns consistindo principalmente ou inteiramente de música improvisada, como o álbum THRaKaTTaK, e a série de ProjeKcts da banda. Ocasionalmente, determinadas peças improvisadas serão relembradas e retrabalhadas de diferentes formas em diferentes shows, tornando-se cada vez mais refinadas e eventualmente aparecendo em lançamentos oficiais de estúdio.

## Influência e legado
King Crimson foi influente tanto no movimento de rock progressivo do início dos anos 1970 quanto em vários artistas contemporâneos. Genesis e Yes foram diretamente influenciados pelo uso do mellotron pela banda, e muitos membros da banda King Crimson estiveram envolvidos em outras bandas notáveis: Lake em Emerson, Lake & Palmer; McDonald em Foreigner; Burrell em Bad Company e Wetton no UK e Asia. O baterista da banda de rock canadense Rush, Neil Peart, atribuiu o estilo aventureiro e inovador de Michael Giles à sua própria abordagem à percussão.
A influência do King Crimson se estende a muitas bandas de diversos gêneros, especialmente das décadas de 1990 e 2000. Kurt Cobain, vocalista da banda grunge Nirvana, havia afirmado que o álbum Red teve uma grande influência no som de seu último álbum de estúdio In Utero. Tool são conhecidos por serem fortemente influenciados por King Crimson, com o vocalista Maynard James Keenan brincando em uma turnê com eles: "Agora você sabe quem nós roubamos. Apenas não conte a ninguém, especialmente aos membros do King Crimson." Bandas modernas de rock progressivo, experimental, psicodélico e indie também os citaram como influência, incluindo Mars Volta, Primus, Mystery Jets, Fanfarlo, Phish, e Anekdoten, que primeiro praticaram juntos tocando músicas do King Crimson. Steven Wilson, o líder do Porcupine Tree, foi o responsável por remixar o catálogo anterior do King Crimson em som surround e disse que o processo teve uma enorme influência em seus álbuns solo, e sua banda foi influenciada pelo King Crimson. Em novembro de 2012, The Flaming Lips em colaboração com Stardeath e White Dwarfs lançou uma reinterpretação faixa a faixa de In the Court of the Crimson King intitulada Playing Hide and Seek with the Ghosts of Dawn. Colin Newman, de Wire, disse que viu King Crimson se apresentar muitas vezes, e que eles o influenciaram profundamente. O seminal grupo de hardcore punk Black Flag reconhece o King Crimson da era Wetton como uma influência em seu período experimental em meados da década de 1980. Melvin Gibbs disse que a Rollins Band foi mais influenciada por King Crimson, usando acordes semelhantes. Bad Religion cita a letra de "21st Century Schizoid Man" em seu single "21st Century (Digital Boy)" e o nome de sua gravadora, Epitaph (fundada por seu guitarrista Brett Gurewitz), vem da música de mesmo nome do álbum de estreia do Crimson. O guitarrista do Living Colour, Vernon Reid, considerou Robert Fripp uma de suas influências na guitarra.
King Crimson tem sido freqüentemente citado como pioneiro do metal progressivo e como uma influência em bandas desse gênero, incluindo Opeth, Mastodon, Between the Buried and Me, Leprous, Haken, The Ocean, Caligula's Horse, Last Chance to Reason, e Indukti. Membros das bandas de metal Mudvayne, Voivod, Enslaved, Yob, Pyrrhon, e Pallbearer citaram King Crimson como uma influência. Pesados atos experimentais e de vanguarda como Dillinger Escape Plan, Neurosis, Zeni Geva, Ancestors, e Oranssi Pazuzu todos citam a influência de King Crimson.
Outros artistas influenciados por King Crimson incluem o compositor de videogames Nobuo Uematsu (Final Fantasy), o artista de noise music Masami Akita de Merzbow, o guitarrista de jazz Dennis Rea de Land, a cantora folktronica Juana Molina, o produtor de hip hop RJD2, o compositor de hip hop e soul Adrian Younge, o diretor de cinema Hal Hartley, e o cantor de folk-pop Ian Kelly.

## Membros
Formação final
- Robert Fripp – guitarra, teclado, mellotron, eletrônica (1968–1974, 1981–1984, 1994–2003, 2008–2009, 2013–2021)
- Mel Collins – saxofones, flauta, flauta baixo, clarinete, clarinete baixo, mellotron, backing vocals (1970–1972, 2013–2021) (convidado de estúdio em 1974)
- Tony Levin – baixo, Chapman stick, sintetizadores, backing vocals (1981–1984, 1994–1998, 2003, 2008–2009, 2013–2021)
- Pat Mastelotto – bateria, percussão, programação (1994–2003, 2008–2009, 2013–2021)
- Gavin Harrison – bateria, percussão (2008–2009, 2013–2021)
- Jakko Jakszyk – vocais principais, guitarra, flauta, teclados (2013–2021)
- Jeremy Stacey – bateria, teclado, backing vocals (2016–2021)

Ex-integrantes
- Peter Sinfield – letras, iluminação, sintetizador (1968–1971)
- Michael Giles – bateria, percussão, backing vocals (1968–1970)
- Greg Lake – baixo, vocal principal (1968–1970) (died 2016)
- Ian McDonald – saxofone, flauta, clarinete, clarinete baixo, teclado, mellotron, vibrafone, backing vocals (1968–1969) (convidado de estúdio em 1974) (falecido em 2022)
- Peter Giles - baixo (1970)
- Gordon Haskell – baixo, vocal principal (1970) (convidado do estúdio no início de 1970) (falecido em 2020)
- Andy McCulloch – bateria (1970)
- Ian Wallace – bateria, percussão, backing vocals (1970–1972) (falecido em 2007)
- Boz Burrell – baixo, vocal principal (1971–1972) (falecido em 2006)
- Bill Bruford – bateria, percussão (1972–1974, 1981–1984, 1994–1997)
- John Wetton – baixo, vocal principal (1972–1974) (falecido em 2017)
- David Cross – violino, viola, teclados (1972–1974)
- Jamie Muir – percussão (1972–1973)
- Adrian Belew – guitarra, vocal principal, bateria e percussão (1981–1984, 1994–2003, 2008–2009)
- Trey Gunn – guitarra Warr, Chapman stick, backing vocals, baixo (1994–2003)
- Bill Rieflin – teclados, sintetizador, mellotron, bateria, percussão (2013–2020) (falecido em 2020); inativo (outono a inverno 2016, outono 2017, 2019 a 2020)

## Discografia
- In the Court of the Crimson King (1969)
- In the Wake of Poseidon (1970)
- Lizard (1970)
- Islands (1971)
- Larks' Tongues in Aspic (1973)
- Starless and Bible Black (1974)
- Red (1974)
- Discipline (1981)
- Beat (1982)
- Three of a Perfect Pair (1984)
- THRAK (1995)
- The ConstruKction of Light (2000)
- The Power to Believe (2003)